# Niederbronn-les-Bains
Niederbronn-les-Bains – miejscowość i gmina we Francji, w regionie Grand Est, w departamencie Dolny Ren.
Według danych na rok 1990 gminę zamieszkiwały 4372 osoby, 139 os./km².